# Pimelimyia insularis
Pimelimyia insularis är en tvåvingeart som först beskrevs av Villeneuve 1915.  Pimelimyia insularis ingår i släktet Pimelimyia och familjen parasitflugor.
Artens utbredningsområde är Madagaskar. Inga underarter finns listade i Catalogue of Life.